# TOG (tank)
De TOG waren twee prototypes van superzware Britse tanks. TOG stond voor The Old Gang; dit waren ontwerpers en deskundigen die een belangrijke bijdrage hebben geleverd aan de ontwikkeling van tanks gedurende de Eerste Wereldoorlog. Er zijn slechts twee exemplaren gebouwd, waarvan er één behouden is. De tanks waren te zwaar en te log en zijn niet in productie genomen.

## Ontwikkeling
In aanloop naar de Tweede Wereldoorlog werd in september 1939 een team van tankdeskundigen uit de Eerste Wereldoorlog gevraagd een ontwerp voor een zware tank te maken. Dit waren de heren Stern, Wilson, Swinton, d’Eyncourt, Ricardo, Symes en Tritton. In 1940 en 1941 werden twee prototypes, TOG 1 en TOG 2, van deze zware tanks opgeleverd.
De tanks waren zeer zwaar en log. In een statische oorlog met loopgraven zou de tank zijn waarde kunnen bewijzen. De tank was lang genoeg om loopgraven te passeren en bood voldoende bescherming tegen antitankgeschut. Voor een mobiele oorlog was het echter minder geschikt vanwege de lage snelheid. Uit testen met de TOG 1 bleek de versnellingsbak niet opgewassen tegen de krachten van de motor en het gewicht van de tank.
In de verbeterde versie, de TOG 2, dreef de 12–cilinder dieselmotor twee generatoren aan die gekoppeld waren aan twee elektromotoren. Deze laatste dreven de rupsbanden aan. De TOG 2 kreeg ook een groter kanon, maar al deze verbeteringen leidde niet tot de gewenste resultaten. De TOG 2 werd geproduceerd bij William Fosters & Co en dit bedrijf leverde in maart 1941 de tank op voor tests. De lage combinatie van gewicht en motorvermogen van 7,5 pk/ton maakte het voertuig traag en de rijvaardigheden in het terrein matig.
De Churchill tank was inmiddels na test geaccepteerd door het Britse leger. De verdere ontwikkeling van de TOG tank werd derhalve gestaakt. De TOG 2 was de zwaarste Britse tank die tijdens de Tweede Wereldoorlog was ontwikkeld.
De TOG 2 tank is te zien in het Bovington Tank Museum in Engeland.

## Naslagwerk
- (en)  TOG tank op website Bovington tank Museum
- (en)  Paxman geschiedenis met meer info over de motor